# Bosna Sarajevo
El KK Bosna Royal es un club polideportivo de Sarajevo fundado en 1951. Está considerado el más importante de Bosnia-Herzegovina, tanto por el número de aficionados, como por el número de secciones deportivas, y por los títulos conseguidos por los equipos de sus diferentes secciones. Entre sus numerosas secciones destaca la de baloncesto.

## Baloncesto
La sección de baloncesto del club es denominada KK Bosna Royal (Košarkaški Klub Bosna Royal). Fue fundada en 1951. Vivió sus mejores momentos a finales de los años 70 y principios de los 80' cuando, de la mano de jugadores como Mirza Delibašić y Dražen Dalipagić consiguió los más importantes títulos de la extinta Yugoslavia (tres ligas y dos copas), superando a los conjuntos serbios y croatas que históricamente dominaban el baloncesto balcánico. En 1979, además, conquistó el máximo torneo continental; la Copa de Europa de Baloncesto.
Actualmente compite en la Liga de Baloncesto de Bosnia-Herzegovina, en la Copa de Baloncesto de Bosnia-Herzegovina, y en la Liga Adriática.

## Palmarés

### Títulos internacionales
- 1 Copa de Europa de baloncesto: 1978-1979

### Títulos nacionales
- 3 Liga Yugoslava de Baloncesto:

1978, 1980, 1983
- 2 Copa Yugoslava de Baloncesto:

1978, 1984
- 4 Liga de baloncesto de Bosnia y Herzegovina:

1999, 2005, 2006, 2008
- 3 Copa de baloncesto de Bosnia y Herzegovina:

2005, 2009, 2010

## Históricos

### Jugadores históricos
- Mirza Delibašić
- Drazen Dalipagić
- Predrag Danilović
- Zarko Varajić
- Nenad Marković
- Saabit Hadžić
- Emir Mutapčić
- Mario Primorac
- Nihad Đedović
- Svetislav Pešić